# Ryse: Son of Rome
Ryse: Son of Rome — компьютерная игра в жанре action-adventure с элементами hack and slash, разработанная немецкой студией Crytek и изданная американской компанией Microsoft Studios в ноябре 2013 года. Действие Ryse разворачивается в альтернативном сеттинге Древнего Рима, главным героем является центурион Марий Тит, ставший одним из лидеров римского легиона. Игровой процесс построен на уничтожении многочисленных противников с помощью щита и меча с использованием Quick Time Event. В игре присутствует кооперативный мультиплеер, где двум игрокам предстоит сражаться с многочисленными волнами противников на динамично меняющихся картах.
Разработка Son of Rome началась в 2006 году. Первоначально игра планировалась в качестве эксклюзива для Xbox 360 с видом от первого лица, созданный для камеры Kinect, но постепенно разработчики переработали проект, существенно уменьшив функции Kinect в геймплее и превратив игру в экшен от третьего лица. На первых стадиях производством Ryse занималось будапештское подразделение Crytek, но позднее разработка была перенесена в штаб-квартиру разработчика во Франкфурте. Во время разработки команда совместно с The Imaginarium Studios разработала специальную кинематографическую технологию для игры.
Официальный анонс игры под первоначальным названием Codename: Kingdom состоялся на E3 2010 года. Два года спустя она обрела новое название — Ryse: Son of Rome. Игра была выпущена в ноябре 2013 года в качестве одного из стартовых эксклюзивов консоли Xbox One, в октябре следующего года Crytek и Deep Silver выпустили её на Windows. Игра получила смешанные отзывы от критиков и игроков — её хвалили за визуальные эффекты, сюжет и постановку, но критиковали однообразный и простой геймплей. Son of Rome также не оправдала ожиданий разработчика в плане продаж. После выхода игра получила несколько обновлений для мультиплеера, а запланированный редактор заданий и соревновательные режимы были отменены.

## Игровой процесс
Ryse: Son of Rome представляет собой игру в жанре action-adventure с элементами hack and slash с видом от третьего лица. Игрок управляет римским полководцем Марием Титом, который хочет отомстить за убийство его семьи. В арсенале у Мария меч и щит, с помощью которых он атакует и блокирует удары противников. Сила каждой атаки определяется самим игроком. Помимо этого, Марий может подбирать и бросать пилумы и стрелять с огромного арбалета «Скорпион».
В боевой системе игры особое место занимает «поток» — этот термин описывает способность игрока немедленно переходить к сражению к следующему врагу после победы над предыдущим, так что сражения в игре почти ничто не отделяет друг от друга. Основной акцент боевой системы — комбо-атаки, за которые игрок может получить награды за наиболее длинную цепочку. Марий может блокировать и контратаковать щитом атаки противника. Нередко игроку предстоит командовать неигровыми персонажами для победы большого количества врагов. В Ryse присутствует голосовая интеграция с Kinect, с помощью которой игрок может отдать команду своему отряду для оказания помощи — к примеру, обстрел стрелами и катапультами противников.
Когда игрок нанёс противнику достаточный урон, он может активировать «Казнь» в виде QTE. Как только открывается «Казнь», игрок должен добить противника, нажав на соответствующую кнопку, которая помечается на противнике. QTE служат в основном для получения дополнительных ресурсов, в зависимости от того, насколько хорошо игрок прошёл их. В меню можно выбрать одну из четырёх категорий «Казней», которые определяют тип ресурсов при выполнении. К примеру, одна из категорий увеличивает наносимый игроком урон, другая восстанавливает здоровье, а третья увеличивает количество опыта. Очки опыта в игре нужны для улучшения характеристик Мария — здоровье, урон и уровень концентрации, а также для разблокировки новых приёмов. Игра автоматически завершает «Казнь» если игрок не нажал соответствую кнопку, но за ошибки она даёт меньшее вознаграждение. Если игрок ослабил сразу двух противников по близости, то выполняется «Двойная казнь», которая увеличивает получаемую награду.
В игре присутствует кооперативный мультиплеер, в котором два игрока объединяются для выполнения различных заданий и сражаются с постепенно усложняющимися волнами противников на гладиаторской арене Колизея. Сами арены динамически меняются, что вносит разнообразие в игровой процесс. За прохождение мультиплеера игроки получают доступ к новым видам оружия и доспехов. В игре также присутствуют микротранзакции, позволяющие игроку приобретать улучшения за реальные деньги.

## Сюжет
Игра начинается с того, что римский полководец Марий Тит возглавил оборону Рима от нашествия варваров. Он отводит римского императора Нерона в безопасное место, и по его приказу Марий рассказывает свою биографию.
Марий был римским легионером II легиона, и однажды он возвращается на виллу своей семьи в Риме перед отправкой в Александрию. Но визит Мария прерывается внезапным нападением варваров, в ходе которого погибают его родители и сестра. Командир Виталлион, служивший с отцом Мария, переводит главного героя в XIV легион и обещает отомстить за гибель его семьи. Виталлион ведёт XIV легион в охваченную врагами провинцию Британия, где флот оказывается почти полностью уничтожен речными завалами. Корабль Мария подбивают выстрелом из требушета, но герой выживает и возглавляет атаку на удерживающие цепи башни, предотвратив уничтожение флота легиона. Впечатлённый успехами Мария, Виталлион повышает героя до звания центуриона. После этого XIV легион отправляет в Йорк, по пути вступая в многочисленные боестолкновения с британскими повстанцами. Под руководством Мария легион берёт в плен британского короля Освальда и его дочь Будикку.
XIV легион приводит пленных к сыну Нерона Басиллиусу, который заставляет Освальда рассказать о том, куда бритты отправили брата Басиллиуса, Коммода — его отдали пиктам, живущим к северу от стены Адриана. Басиллиус приказывает легиону отправиться на север и вернуть Коммода. Однако разведывательный отряд с Марием и Виталлионом попадает в засаду варваров — первый падает в овраг и выживает, а второго берут в плен. Пробравшись в главный лагерь варваров, Марий убивает его предводителя и спасает Виталлиона и Коммода. Вернувшись в Йорк, Марий и Виталлион участвуют в заключении мирного договора между римлянами и бриттами, но Коммод подло убивает Освальда на глазах толпы, из-за чего бунт бриттов сильнее разгорается, а Будикка сбегает. В этот момент Марий осознаёт, что за ранние нападения варваров и смерть его семьи несёт ответственность Нерон. Коммод сбегает из города, приказав XIV легиону защищать город. Марий жертвует собой, чтобы последние римские корабли отплыли из города, и его воскрешает богиня Лето. Он клянётся отомстить за своих близких и убить Нерона и его сыновей.
Вернувшись в Рим, Марий попадает в гладиаторские бои как легендарный римский полководец Дамокл. Под его обликом он за кулисами убивает Басиллиуса и освобождает гадалку, которая предсказывает, что Марий будет сражён Дамоклом, но он также убьёт Дамокла. Она также говорит ему, что он не может убить Нерона, так как император может быть сражён только своим же оружием. Войдя в Колизей, Марий принимает участие в серии инсценированных сражений, прежде чем вступить в дуэль с Коммодом. Несмотря на многочисленные попытки Коммода склонить исход боя в свою пользу, используя ядовитый газ, Марий побеждает и обезглавливает его, сказав Нерону: «Ты следующий!». Марий сбегает из Колизея и встречается с Виталлионом, который сообщает, что Будикка и её армия варваров приближается к Риму, желая отомстить Коммоду за убийство её отца. Во время последовавшей схватки она убивает Виталлиона, и Марий принимает командование легионом на себя, а также побеждает и обезглавливает её. Затем игра возвращается к разговору между Нероном и Марием. Император, догадавшийся, что в Колизее под обликом Дамокла был Марий, бежит во дворец. Главный герой бросается за ним в погоню, где его останавливает бог ветров Аквило, который на протяжении всей игры помогал Нерону и его сыновьям, потому что хотел, чтобы Рим был разрушен. С помощью Лета Марий побеждает Нерона, сбросившись с парапета, но разбивается насмерть. Нерон погибает от гигантского меча собственной статуи, тем самым оба пророчества, которые были даны Марию, сбылись — Марий и Дамокл убьют друг друга, а Нерон погибнет от своего же меча.
Сюжет заканчивается речью Лета, которая сообщает, что благодаря усилиям Мария нападение было отражено, а Рим «будет стоять ещё тысячу лет» и «простоит до последних дней человечества».

## Разработка

### Как игра для Kinect
Изначально Ryse: Son of Rome разрабатывалась студией Crytek Budapest. В 2004 году Crytek выпустила свою дебютную игру Far Cry, а в 2006-м Microsoft выпустила консоль Xbox 360 и работала над прототипом для камеры Kinect Project Natal. Идея разработки Ryse родилась в 2006 году у генерального директора Crytek Джевата Йерли, который хотел расширить студию, чтобы она могла работать над несколькими проектами одновременно. Вскоре после этого началась раннее производство и разработка концепции, Crytek начала работать над парой фэнтезийных игр, действие которых разворачивалось в одной и той же средневековой вселенной. Среди них была ММОРПГ Kings и ролевая экшен-игра с видом от первого лица Kingdoms. С последней Crytek надеялись, что смогут создать «близкий» и «интуитивный» опыт.
Затем Crytek представили свои наработки разным издателям, и в 2009 году студия передала проекты Microsoft. По словам генерального менеджера Crytek Ника Баттона-Брауна, в тот момент игра служила исключительно в качестве доказательства того, что экшен-игра от первого лица доставит игрокам удовольствие. Представитель Microsoft Фил Спенсер восхищался намерением Crytek расширяться и полагал, что линейке эксклюзивных игр для Xbox 360 не хватает игр с рукопашными боями от первого лица. Стороны согласились издать Kingdoms, попутно отказавшись от производства Kings. Обе компании также выразили консенсус, что проект будет органично вписан в ещё не анонсированный на тот момент гаджет Kinect.
Игра была анонсирована на пресс-конференции Microsoft на E3 2010 года под названием Codename: Kingdoms, а на E3 следующего года было объявлено, что игра будет доступна исключительно для Kinect. Анонс сопровождался трейлером с небольшими кадрами игрового процесса, в которых игроки жестикулируют для управления главным героем в борьбе с противниками. Трейлер был тестовым для Crytek, чтобы разработчики поняли, понравилась ли игрокам полная интеграция с Kinect или же нет.
В начале 2011 года было изменено направление проекта «высокого фэнтези» на создание реалистичного древнего Рима, а разработку перенесли из будапештского филиала в штаб-квартиру Crytek в Франкфурте. Позднее будапештский офис попал под сокращения, и в дальнейшем основное внимание Crytek Budapest было переключено на мобильные игры. Ryse стала одним из шести проектов, над которым она работала, и Crytek Budapest некоторое время продолжала работу и после демонстрации на E3 2011. Для игры были проведены различные эксперименты с геймплеем, чтобы понять, какие механики будут работать, а какие нет. Например, Crytek изначально хотела превратить игру в интерактивное кино, который подходил под функционал Kinect и мог продемонстрировать всю мощь движка CryEngine, но позже от этой идеи отказались.
Microsoft и Crytek сели вместе за стол и спросили: «Мы продолжаем делать игру на основе Kinect?». Затем мы и Microsoft пришли к выводу, что это неправильный путь продвижения вперёд, хотя никто не осмеливался об этом говорить. Мы все были обеспокоены, так как основная масса игроков, возможно, ещё не готова к Kinect.
Во время разработки Ryse команда беспокоилась о том, что игра может оказаться слишком утомительной для игроков, а Kinect вероятно будет неточно распознавать движения, что приведёт к разочарованию. Таким образом, команда разработала создала три прототипа — в первом игра проходилась целиком с помощью Kinect, во втором функционал камеры был частично интегрирован, а геймплей был с обычным геймпадом, а в третьем из Ryse Kinect был полностью удалён. В итоге Crytek остановилась на втором варианте и изменила перспективу, превратив её в игру от третьего лица. В июне 2012 года Фил Спенсер заявил, что игра по-прежнему находится в разработке, добавив, что Kinect будет лишь «частью игры». С изменениями в управлении также поменялся фокус проекта, и команда захотела создать кинематографичный и ориентированный на персонажей опыт для игроков. Такое решение удлинило разработку, и в мае 2013 года стало известно, Ryse будет выпущена на предстоящей консоли Xbox One. На E3 2013 Crytek показала трейлер с геймплеем. Kinect теперь предназначался исключительно для приказов отрядам с помощью жестов и голоса. Команда Crytek также решила выпустить игру на старте Xbox One, не откладывая проект на доработки, так как по их мнению выход Xbox One — «эмоциональное» событие, и они хотели быть его частью.

### Геймплей и сюжет
Поскольку боевая система Ryse: Son of Rome уделяет особое место «потоку» и управлению отрядами, команда сделала схватки ритмичными. «Поток» — одна из важных частей геймплея, а искусственный интеллект разрабатывался для того, чтобы нарушать этот «поток» игроков. Позже разработчики решили внедрить так называемую «механику исполнения» для облегчения прохождения, поскольку боевая система оказалась слишком сложной для игроков. Игра сосредоточена на точность игрока и тайминг, вынуждая поражать врагов в нужный момент, чтобы получить больше наград. Разработчик также надеялся, что игроки будут творчески подходить к уничтожению врагов. В Ryse была введена концепция «Достижение мастерства», в соответствии с которой боевая система разработана так, чтобы она была доступной для новичков и сложной для опытных игроков. Для реализации этой концепции команда представила «механику исполнения», представляющую собой серию QTE. Crytek надеялась, что это сделает бои более интересными для игроков.
Целью Ryse: Son of Rome было создание кинематографической истории. Авторы сфокусировались на создании главного героя игры, Мария Тита, который был описан как герой с трёх разных сторон. Постановщик кат-сцен Питер Горнштейн считал, что придание персонажам индивидуальности является одной из важных функции в написании хорошего сюжета, так как это позволяет игроку заботиться о герое и акцентировать внимание на нём. Команда разработала переходные эпизоды, в которых геймплей плавно переходит в кат-сцену. Также был сделан акцент на технологию захвата движения для главного героя. Чтобы достичь всего этого, Crytek сотрудничала со студией The Imaginarium Studios. По словам Джевата Йерли, наличие хорошей технологии motion capture помогает «создать непревзойдённые эмоции». Изначально камера в игре была фиксированной и управляемой искусственным интеллектом, но позже от этой идеи отказались в пользу динамической — источником вдохновения послужили фильмы «Семь самураев» и «Дитя человеческое». Камеру также приблизили к игровому персонажу, так как с её помощью можно показать «вызывающую клаустрофобную жестокость».
Разработчики утверждали, что игра рассказывает о том, как «бесчисленные римские кампании привели к созданию современной концепции тотальной войны». Пятнадцати персонажам уровня главного героя был предоставлен полный захват движения с той же детализацией, что и у Мария. В отличие от предыдущих игр Crytek, действие игры разворачивается в Древнем Риме — месте, которое, по мнению разработчиков, недостаточно представлено в видеоиграх. В игре также представлены различные образы, вдохновлённые эпохой Возрождения. Для создания достоверности окрестностей, разработчики посетили разные места в Риме. Однако в плане историчности игра не совсем точна — Crytek описывала Ryse как «историческое месиво», в котором команда выбрала свои любимые исторические события и объединила их в игре.
Crytek заключила партнёрство с Ruffian Games для разработки соревновательного многопользовательского режима в Son of Rome, но позже эта функция была вырезана из релизной версии игры. Несмотря на это, в игре присутствует кооперативный мультиплеер, где два игрока сражаются с постепенно усложняющимися волнами противников. Команда хотела добавить в игру морские баталии и животных, но все эти функции были удалены после внутреннего тестирования. В Ryse должен был появиться редактор уровней с помощью приложения Xbox SmartGlass, однако Crytek объявила о прекращении разработки этой функции в феврале 2014 года.
Музыку к Ryse: Son of Rome написали Борислав Славов и Питер Антовски — штатные композиторы Crytek. Славов ранее писал саундтрек к Crysis 3 и Warface. Создание саундтрека к Ryse началось сразу после завершения Crysis 3 в феврале 2013 года. Славов посчитал сочинение музыки для Son of Rome сложной задачей, поскольку ему предстояло написать 250 минут музыки за сжатые сроки. Для помощи в написании композиций Crytek наняла Тилмана Силеску.

## Анонс и выход
Первоначально Ryse: Son of Rome была анонсирована как эксклюзив для Xbox 360, релиз которого должен был состояться в начале 2011 года. Игра была анонсирована на E3 2010 года под названием Codename Kingdom, однако на E3 следующего года её представили как Ryse. Подзаголовок Son of Rome игра получила на пресс-конференции Microsoft E3 2013 с демонстрацией геймплея. Ryse: Son of Rome была выпущена в качестве стартовой игры для консоли Xbox One 22 ноября 2013 года. В этот же день был выпущен сезонный абонемент, включающий различные внутриигровые бонусы. По данным Microsoft, за одиннадцать дней с момента выхода Xbox One игроки убили 186 миллионов противников в Ryse. После выхода игра в период с 2013 по 2014 год получила несколько пакетов DLC — «Избранник Марса», «Колизей», «Идущие на смерть» и «Дуэль судеб». Все они содержали новые карты и режимы для мультиплеера. 7 октября 2014 года вышло «Легендарное издание», где помимо самой игры в комплект вошёл сезонный абонемент и весь дополнительный контент. В апреле 2017 года игра была временно бесплатной для подписчиков Xbox Live Gold, а с августа следующего она доступна в Xbox Game Pass.
7 августа 2014 года Crytek объявила, что Ryse будет выпущена осенью на Windows. Кроме наличия всех DLC, ПК-версия также будет поддерживать 4K. В ней также не будет микротранзакций. Версия на Windows была выпущена 10 октября. Цифровой дистрибуцией занималась сама Crytek, а Deep Silver занималась распространением физических копий. В России игра была выпущена компанией «Бука».
В апреле 2022 года в Hunt: Showdown Crytek добавили Мария Тита.

## Отзывы критиков
| Сводный рейтинг       | Сводный рейтинг           |
| Агрегатор             | Оценка                    |
| --------------------- | ------------------------- |
| GameRankings          | XONE: 64,30 % PC: 63,20 % |
| Metacritic            | XONE: 60/100 PC: 61/100   |
| Иноязычные издания    |                           |
| Издание               | Оценка                    |
| Destructoid           | 5/10                      |
| EGM                   | 7,5/10                    |
| Eurogamer             | 5/10                      |
| Game Informer         | 6/10                      |
| GameSpot              | 4/10                      |
| GamesRadar+           | [ 66 ]                    |
| IGN                   | 6,8/10                    |
| VideoGamer            | 7/10                      |
| Русскоязычные издания |                           |
| Издание               | Оценка                    |
| «IGN Россия»          | 7/10                      |
| PlayGround.ru         | 6,5/10                    |
| Riot Pixels           | 65/100                    |
| «Игромания»           | 7/10                      |
| «Игры Mail.ru»        | 8/10                      |

Ryse: Son of Rome получила смешанные отзывы согласно сайту-агрегатору Metacritic — релизная версия для Xbox One была оценена в 60 баллов из 100, а версия для Windows — в 61 балл.
Прежде всего игра получила крайне положительный отклик за визуальное оформление. Брайан Альберт из IGN назвал Ryse «идеальным тайтлом, который позволяет пользователям продемонстрировать всю мощь консоли благодаря высокому качеству графики». Он высоко оценил разнообразие локаций и плавную анимацию персонажей, но раскритиковал дизайн боссов. Холландер Купер из GamesRadar также положительно отозвался о графике и уровне детализации. Саймон Миллер из сайта VideoGamer.com посчитал, что Ryse выполняет своё задание в качестве стартовой игры для Xbox One, демонстрируя мощь консоли. Эндрю Райнер из Game Informer назвал кинематографичность игры «выдающимся достижение визуального дизайна», а Брэд Шумейкер из Giant Bomb посчитал, что графика удивит игроков.
Игру также хвалили за сюжетную кампанию. Марк Кэмрон из EGM похвалил озвучивание и «интригующий» сеттинг, но критиковал слишком простое повествование, в котором упущено множество деталей. Брайан Альберт восхитился сюжетом игры и посчитал, что к нему относились с большой осторожностью. Холландер Купер назвал нарратив игры «удивительным», добавив, что в поздней части игры персонажам добавляют индивидуальности. В противовес, Марк Уолтон из GameSpot назвал историю Ryse «смехотворной», а диалоги делают сюжет «немыслимым».
Игровой процесс же был встречен неоднозначно. Марк Кэмрон назвал геймплей «базовым» и отметил, что несмотря на плавность боёв и вознаграждения, QTE замедляют темп игры. Самим же боям, по его мнению, не хватало сложности и глубины, из-за чего игрокам игра покажется однообразной. Альберт также посчитал боевую систему слишком простой, отметив повторяющиеся типы противников и раскритиковал чрезмерный акцент на графику. Купер посчитал бои «удовлетворительными», а фехтование на мечах передаёт ощущение веса и отдачи оружия, но он также назвал систему «повторяющейся». Райнер раскритиковал QTE из-за их обилия и упрощённости. Брэд Шумейкер посчитал, что игре не хватает разнообразия и глубинны. Марк Уолтон отмечал слишком линейные локации, которые не поощряют исследования игрока.
Мнения критиков насчёт мультиплеера также разделились. Кэмрон счёл его приятным дополнением к игре, хотя, по его мнению, ему не хватает сложности. С ним согласился Саймон Миллер, посчитав, что мультиплеер не заинтересует игроков. Уолтон назвал многопользовательский режим «пресным», заявив, что игроки не захотят в него возвращаться когда попробуют его. Брайан Альберт же посчитал режим уникальным дополнением к Ryse. Крис Картер из Destructoid даже посчитал, что мультиплеер оказался лучше сюжетной кампанией, назвав это «приятным сюрпризом».
Игру также критиковали за количество контента. Миллер счёл, что из-за того, что игра основана на одной механике, геймплей в Ryse сильно упрощён. Кэмрон и Купер пожаловались на слишком короткую сюжетную кампанию. Шумейкер счёл, что для полноценной игры ей не хватает дополнительного контента. Райнер также раскритиковал низкую реиграбельность проекта. Крис Картер настаивал на том, что игроки купят игру по скидке, добавив, что в Ryse множество идей, большинство из которых не реализованы.

### Продажи и награды
Академия интерактивных искусств и наук номинировала Ryse: Son of Rome на церемонии D.I.C.E. Awards 2014 года в двух категориях — «Выдающиеся достижения в визуальной разработке» и «Выдающееся выступление персонажа» (Марий Тит). В ноябре сайт Игры Mail.ru включил Ryse в список лучших игр октября 2014 года.
Точное число продаж неизвестно, но в августе 2014 года Джеват Йерли выразил своё разочарование коммерческими показателями, сославшись на низкие продажи Xbox One.
Летом 2018 года, благодаря уязвимости в защите Steam Web API, стало известно, что точное количество пользователей сервиса Steam, которые играли в игру хотя бы один раз, составляет 984 278 человек.

### Споры о поддельных обзорах
В сентябре 2015 года Федеральная торговая комиссия опубликовала сделку Microsoft и Machinima, Inc., в ходе которой издатель заплатил за поддельные обзоры и обязал Machinima «не публиковать материалы о Microsoft, Xbox One или первых играх для консоли в негативном ключе». Ryse: Son of Rome в документах была указана как игра, за фейковые обзоры которой издатель заплатил от 15 до 30 тысяч долларов.

## Вероятное продолжение
По словам Джевата Йерли, Ryse: Son of Rome не была «одноразовым» продуктом и послужила бы началом новой франшизы. По данным Eurogamer, Ryse 2 была отменена из-за конфликта между Crytek и Microsoft из-за авторских прав. В обмен на финансирование разработки сиквела Microsoft хотела стать собственником Son of Rome, но Crytek отказалась. Йерли опровергает информацию об отмене игры, заявив, что отношения между разработчиком и издателем до сих пор остаются прочными и позитивными. Ryse стала одной из последних игр от Crytek, после чего студия пережила финансовый кризис и реорганизацию. Сейчас Crytek сосредоточена на разработке бесплатных игр, но права на игру студия сохранила. В 2021 году появилась информация, что Crytek работает над сиквелом Ryse: Son of Rome, который должен выйти ещё и на PlayStation.